# Wioślarstwo na Letnich Igrzyskach Paraolimpijskich 2012
Wioślarstwo na Letnich Igrzyskach Paraolimpijskich 2012 w Londynie rozgrywane było między 31 sierpnia – 2 września, na jeziorze Dorney Lake.

## Kwalifikacje
Do igrzysk zakwalifikowało się 96 zawodników, w tym 48 mężczyzn i 48 kobiet.

## Medaliści

### Mężczyźni
| Konkurencja         | Złoto       | Srebro      | Brąz               |
| Jedynki (szczegóły) | Huang Cheng | Erik Horrie | Aleksiej Czuwaszew |

### Kobiety
| Konkurencja         | Złoto        | Srebro          | Brąz            |
| Jedynki (szczegóły) | Ałła Łysenko | Nathalie Benoit | Ludmiła Wauczok |

### Konkurencje mieszane
| Konkurencja         | Złoto                                                                                          | Srebro                                                                                    | Brąz                                                                                             |
| Dwójka (szczegóły)  | Chiny · Lou Xiaoxian · Fei Tianming                                                            | Francja · Perle Bouge · Stéphane Tardieu                                                  | Stany Zjednoczone · Oksana Masters · Rob Jones                                                   |
| Czwórka (szczegóły) | Wielka Brytania · Pamela Relph · Naomi Riches · David Smith · James Roe · Lily van den Broecke | Niemcy · Anke Molkenthin · Astrid Hengsbach · Tino Kolitscher · Kai Kruse · Katrin Splitt | Ukraina · Andrij Stelmach · Kateryna Morozowa · Olena Puchajewa · Denys Sobol · Wołodymir Kozłow |

## Tabela medalowa
| Miejsce | Państwo           | Złoto | Srebro | Brąz | Razem |
| ------- | ----------------- | ----- | ------ | ---- | ----- |
| 1.      | Chiny             | 2     | 0      | 0    | 2     |
| 2.      | Ukraina           | 1     | 0      | 1    | 2     |
| 3.      | Wielka Brytania   | 1     | 0      | 0    | 1     |
| 4.      | Francja           | 0     | 2      | 0    | 2     |
| 5.      | Australia         | 0     | 1      | 0    | 1     |
| 5.      | Niemcy            | 0     | 1      | 0    | 1     |
| 7.      | Białoruś          | 0     | 0      | 1    | 1     |
| 7.      | Rosja             | 0     | 0      | 1    | 1     |
| 7.      | Stany Zjednoczone | 0     | 0      | 1    | 1     |